# تیراندازی اول شخص

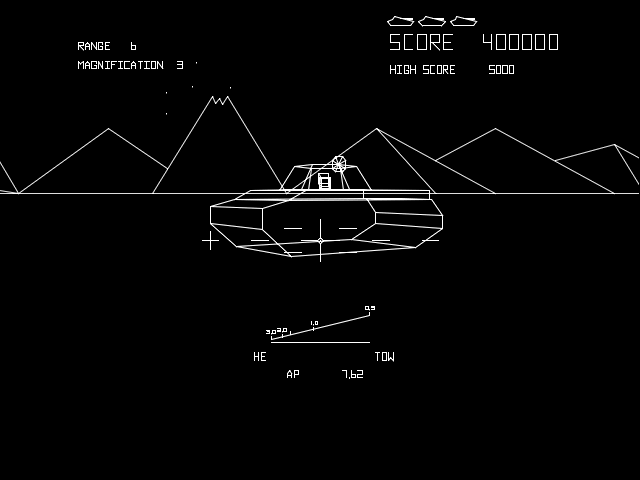
قبل از محبوبیت بازی‌های تیراندازی اول شخص، بازی‌های نگاه اول شخص، بازی‌های شبیه‌ساز ماشین مثل Battlezone بود

اگر چه ولفنشتاین سه‌بعدی اولین بازی تیراندازی سبک اول شخص نبود، به عنوان نخستین بازی این سبک شناخته می‌شود.

بازی Doom، نخستین بازی‌های سبک تیراندازی اول شخص

بازی فار کرای ۳ یک شوتر اول شخص

تیراندازی اول شخص (به انگلیسی: First-person shooter) سبکی در بازی رایانه‌ای است که خود زیرمجموعهٔ سبک‌های تیراندازی و اکشن قرار می‌گیرد، گیم‌پلی بازی به صورتی طراحی شده که بازی‌کننده فقط دست‌ها و اسلحه شخصیت بازی و محیط بازی را می‌تواند مشاهده کند (در برخی موارد و در بازی‌های جدید شخص با چرخاندن موس می‌تواند پای خود را نیز ببیند).
از نمونه‌های موفق این سبک می‌توان به هیلو و نیمه جان و ندای وظیفه و بتلفیلد و کانتر استرایک اشاره کرد.